# Bryne, Norge
Bryne är en tätort och stad som utgör centralort i Time kommun i Rogaland fylke i sydvästra Norge. Av de knappt 13 000invånarna bor huvuddelen (10 876) i Time kommun och resten i Klepps kommun.

## Historia
Time järnvägsstation etablerades 1878 och ett samhälle började växa upp runt stationen. Stationen bytte 1921 namn till Bryne.

## Kultur
I Bryne ligger Fritz Røeds skulpturpark, med tio skulpturer av Fritz Røed, samt författarmuseet Nasjonalt Garborgsenter.

## Idrott
Brynes fotbollsklubb heter Bryne FK och har spelat flera säsonger i högstaligan. Klubben är moderklubb till de fotbollsspelande släktingarna Alf-Inge Haaland, Albert Tjåland och Erling Haaland.